# Диксон (медведь)
Диксон (2019 — 5 сентября 2023) — самец белого медведя, получивший медийную известность осенью 2022 года.
Обнаружен  местным жителем в посёлке Диксон Красноярского края 3 сентября 2022 года в возрасте около трёх лет, будучи тяжело раненым и напуганным. Компания «Норникель» помогла организовать спасательную операцию — медведь был доставлен в Норильск, а 6 сентября — в Московский зоопарк, где проходил реабилитацию. У Диксона была парализована задняя часть тела из-за перелома позвоночника и ушиба спинного мозга самодельной оружейной картечью. По оценкам специалистов-неврологов Диксон никогда не сможет ходить, а значит, не сможет вернуться в дикую природу.
Руководитель Росприроднадзора Светлана Радионова обратилась к гражданам России с просьбой сбора средств на поддержку медведя. Сумма собранных пожертвований впоследствии была удвоена «Норникелем».
В ноябре 2022 года директор московского зоопарка Светлана Акулова в своём Telegram-канале сообщила об улучшении состояния Диксона.
5 сентября 2023 Диксон умер во сне, из-за сердечно-легочной недостаточности. Официальная новость о смерти Диксона была опубликована только 20 сентября 2023 года.